# ROH World Championship

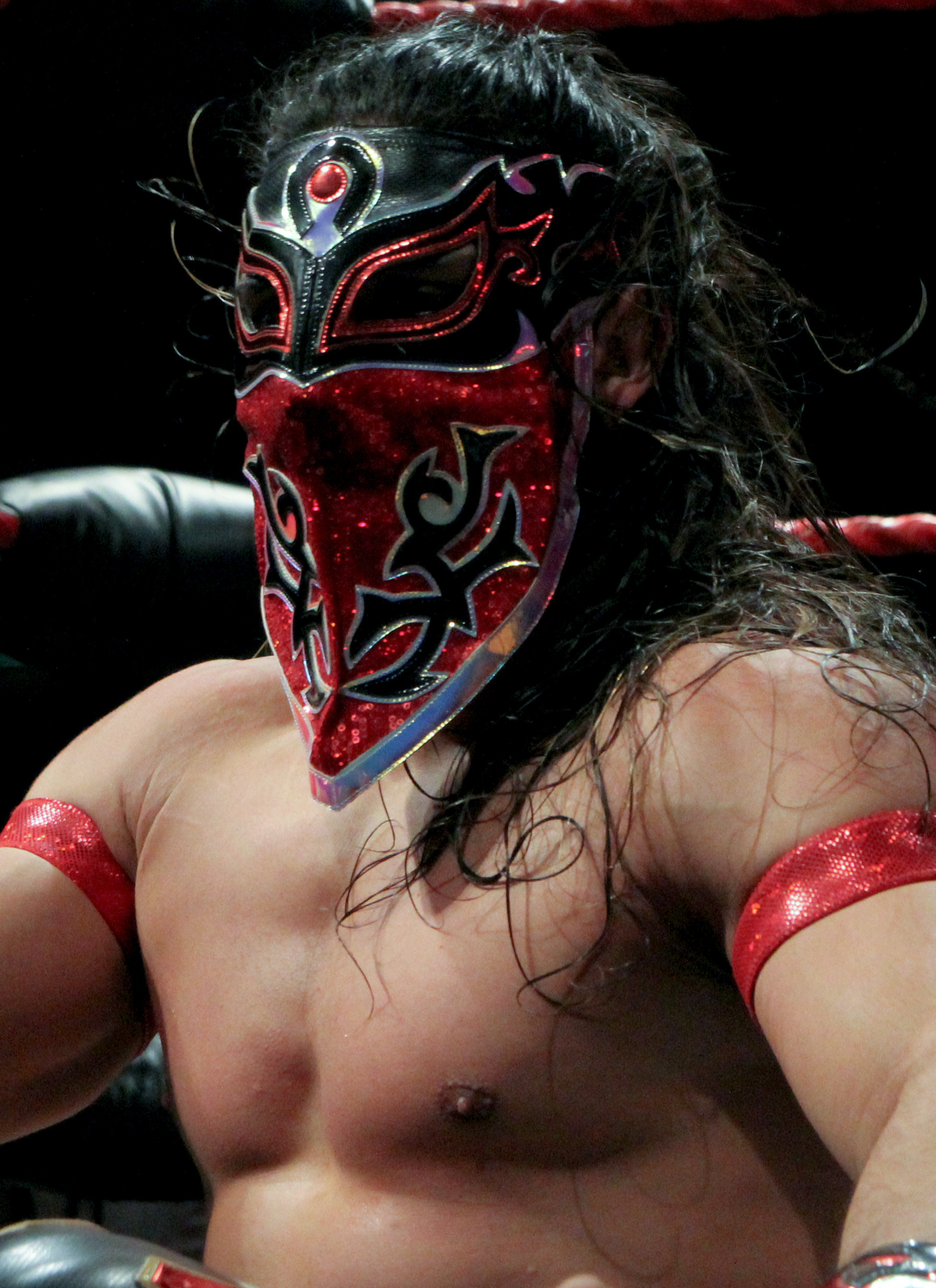
Bandido, attuale detentore del titolo

Il ROH World Championship è un titolo mondiale di wrestling di proprietà della Ring of Honor ed è detenuto da Bandido dal 6 aprile 2025.

## Nomi
| Nome                   | Anni                          |
| ---------------------- | ----------------------------- |
| ROH Championship       | 22 giugno 2002–17 maggio 2003 |
| ROH World Championship | 17 maggio 2003–presente       |

## Albo d'oro
Statistiche aggiornate al 3 agosto 2025.
| #  | Wrestler            | Regno | Data              | Durata (giorni) | Località           | Evento                      | Note | Fonti  |
| -- | ------------------- | ----- | ----------------- | --------------- | ------------------ | --------------------------- | --- | ------ |
| 1  | Low Ki              | 1     | 27 luglio 2002    | 56              | Filadelfia         | Crowning a Champion         | Low Ki sconfisse Christopher Daniels, Brian Kendrick e Doug Williams in un Fatal 4-Way Ironman match da 60 minuti, diventando il primo campione.                                                                                  | [ 4 ]  |
| 2  | Xavier              | 1     | 21 settembre 2002 | 182             | Filadelfia         | Unscripted                  | |        |
| 3  | Samoa Joe           | 1     | 22 marzo 2003     | 645             | Filadelfia         | Night of Champions          | |        |
| 4  | Austin Aries        | 1     | 26 dicembre 2004  | 174             | Filadelfia         | Final Battle 2004           | |        |
| 5  | CM Punk             | 1     | 18 giugno 2005    | 55              | Morristown         | Death Before Dishonor III   | |        |
| 6  | James Gibson        | 1     | 12 agosto 2005    | 36              | Dayton             | Redemption                  | Vincendo un Fatal 4-Way che includeva anche Christopher Daniels e Samoa Joe. |        |
| 7  | Bryan Danielson     | 1     | 17 settembre 2005 | 462             | Lake Grove         | Glory by Honor IV           | |        |
| 8  | Homicide            | 1     | 23 dicembre 2006  | 56              | Manhattan          | Final Battle 2006           | |        |
| 9  | Takeshi Morishima   | 1     | 17 febbraio 2007  | 231             | Filadelfia         | Fifth Year Festival: Philly | |        |
| 10 | Nigel McGuinness    | 1     | 6 ottobre 2007    | 545             | Edison             | Undeniable                  | |        |
| 11 | Jerry Lynn          | 1     | 3 aprile 2009     | 71              | Houston            | Supercard of Honor IV       | |        |
| 12 | Austin Aries        | 2     | 13 giugno 2009    | 245             | Manhattan          | Manhattan Mayhem III        | In un triple threat elimination match che includeva anche Tyler Black. |        |
| 13 | Tyler Black         | 1     | 13 febbraio 2010  | 210             | Manhattan          | 8th Anniversary Show        | |        |
| 14 | Roderick Strong     | 1     | 11 settembre 2010 | 189             | Manhattan          | Glory By Honor IX           | In un no-disqualification match con Terry Funk a bordo ring a sorvegliare l'andamento del match. |        |
| 15 | Eddie Edwards       | 1     | 19 marzo 2011     | 99              | Manhattan          | Manhattan Mayhem IV         | |        |
| 16 | Davey Richards      | 1     | 26 giugno 2011    | 321             | Manhattan          | Best in the World 2011      | |        |
| 17 | Kevin Steen         | 1     | 12 maggio 2012    | 328             | Toronto            | Border Wars                 | |        |
| 18 | Jay Briscoe         | 1     | 5 aprile 2013     | 89              | New York           | Supercard of Honor VII      | |        |
| —  | Vacante             | —     | 3 luglio 2013     | —               | —                  | N/A                         | Titolo reso vacante dal ROH Match Maker Nigel McGuinness dopo che Jay Briscoe ha subito un infortunio nella storyline ai taping televisivi del 23 giugno e non sarebbe stato in grado di competere in ROH per il prossimo futuro. |        |
| 19 | Adam Cole           | 1     | 20 settembre 2013 | 275             | Filadelfia         | Death Before Dishonor XI    | Ha sconfitto Michael Elgin nella finale del torneo. |        |
| 20 | Michael Elgin       | 1     | 22 giugno 2014    | 76              | Nashville          | Best in the World 2014      | |        |
| 21 | Jay Briscoe         | 2     | 6 settembre 2014  | 286             | Toronto            | All Star Extravaganza 6     | |        |
| 22 | Jay Lethal          | 1     | 19 giugno 2015    | 427             | New York           | Best in the World 2015      | Era in palio anche per il ROH World Television Championship di Lethal. |        |
| 23 | Adam Cole           | 2     | 19 agosto 2016    | 105             | Las Vegas          | Death Before Dishonor XIV   | |        |
| 24 | Kyle O'Reilly       | 1     | 2 dicembre 2016   | 33              | New York           | Final Battle 2016           | In un no-disqualification match. |        |
| 25 | Adam Cole           | 3     | 4 gennaio 2017    | 65              | Tokyo              | Wrestle Kingdom 11          | |        |
| 26 | Christopher Daniels | 1     | 10 marzo 2017     | 105             | Las Vegas          | ROH 15th Anniversary Show   | | [ 5 ]  |
| 27 | Cody                | 1     | 23 giugno 2017    | 175             | Lowell             | ROH Best in the World 2017  | | [ 6 ]  |
| 28 | Dalton Castle       | 1     | 15 dicembre 2017  | 197             | New York           | Final Battle 2017           | |        |
| 29 | Jay Lethal          | 2     | 30 giugno 2018    | 280             | Fairfax            | Ring of Honor Wrestling     | In un fatal four-way che includeva anche Matt Taven e Cody. |        |
| 30 | Matt Taven          | 1     | 6 aprile 2019     | 174             | New York           | G1 Supercard                | In un ladder match che includeva anche Marty Scurll. |        |
| 31 | Rush                | 1     | 27 settembre 2019 | 77              | Las Vegas          | Death Before Dishonor       | |        |
| 32 | PCO                 | 1     | 13 dicembre 2019  | 78              | Baltimore          | Final Battle                | |        |
| 33 | Rush                | 2     | 29 febbraio 2020  | 498             | St. Charles        | Gateway to Honor            | In un triple threat match che includeva anche Mark Haskins. |        |
| 34 | Bandido             | 1     | 11 luglio 2021    | 152             | Baltimore          | Best in the World           | |        |
| —  | Vacante             | —     | 10 dicembre 2021  | —               | —                  | N/A                         | Titolo reso vacante in seguito alla positività di Bandido al COVID-19. |        |
| 35 | Jonathan Gresham    | 1     | 11 dicembre 2021  | 224             | Baltimora          | Final Battle                | Ha sconfitto Jay Lethal per il titolo vacante. A Supercard of Honor ha poi sconfitto Bandido in un match per determinare il campione indiscusso.                                                                                  |        |
| 36 | Claudio Castagnoli  | 1     | 23 luglio 2022    | 60              | Lowell             | Death Before Dishonor       | | [ 7 ]  |
| 37 | Chris Jericho       | 1     | 21 settembre 2022 | 80              | Flushing           | Dynamite                    | | [ 8 ]  |
| 38 | Claudio Castagnoli  | 2     | 10 dicembre 2022  | 284             | Arlington          | Final Battle                | | [ 9 ]  |
| 39 | Eddie Kingston      | 1     | 20 settembre 2023 | 198             | Flushing, New York | Dynamite                    | Era in palio anche lo Strong Openweight Championship di Kingston. | [ 10 ] |
| 40 | Mark Briscoe        | 1     | 5 aprile 2024     | 201             | Filadelfia         | Supercard of Honor          | |        |
| 41 | Chris Jericho       | 2     | 24 ottobre 2024   | 165             | Salt Lake City     | AEW Dynamite                | In un ladder war match | [ 11 ] |
| 42 | Bandido             | 2     | 6 aprile 2025     | 119+            | Filadelfia         | Dynasty                     | In un title vs. mask match | [ 12 ] |